# Grube Ida-Bismarck
Die Grube Ida-Bismarck war ein vergleichsweise kleines Eisenerzbergwerk im Salzgitteraner Bergbaurevier. Sie lag in der Nähe der Ortschaft Othfresen (Gemeinde Liebenburg) im Landkreis Goslar (Niedersachsen), im südöstlichen Teil des Salzgitter-Höhenzuges. Abgebaut wurde eine hier zu Tage ausstreichende Trümmererzlagerstätte der Unterkreide.
Das Bergwerk wurde zuletzt von der Barbara Erzbergbau AG betrieben.

## Geologie
Die Brauneisenstein-Lagerstätte der Erzgrube Ida-Bismarck befand sich am nordwest-südöstlich verlaufenden Rand des Salzgitter-Höhenzuges. In streichender Richtung reicht sie vom sogenannten Schäferstuhl bei Salzgitter-Gitter bis nach Othfresen-Posthof. Das Lager fällt im Mittel mit 50 gon von Nordosten nach Südwesten ein. Die bauwürdige Mächtigkeit betrug bis zu 25 Meter bei Eisengehalten um 25 bis 30 %.
Die Entstehung des Lagers verlief wie die der übrigen Lagerstätten des Salzgitterreviers: Im Bereich des Salzgitter-Höhenzuges befand sich die Küstenlinie des Unterkreide-Meeres. In der Umgebung verwesender Meeresorganismen konnten im Wasser gelöste Eisenverbindungen besonders gut ausfällen und bildeten sogenannte Toneisenstein-Geoden. Diese wurden durch die Meeresbrandung bevorzugt in natürlichen Senken in Küstennähe abgelagert. Durch Verwitterungsprozesse nach Rückzug des Wassers zerfielen sie in zahlreiche Trümmer. Bei nachfolgenden Überflutungen wurden an gleicher Stelle Eisen-Oolithe abgelagert. Die so entstandenen ursprünglich flachen Lagerstätten (auch Erzkolke genannt) wurden im Verlauf der Jahrmillionen durch tektonische Prozesse und/oder aufsteigende Salzstöcke gestört und aufgerichtet.

## Geschichte

### Vorläuferbergbau
Am 3. Dezember 1682 gründete der Unternehmer Jobst Edmund von Brabeck aus der Grafschaft Mark an der Innerste die Eisenhütte Kunigunde. Zur Versorgung mit Erzen aus der näheren Umgebung ließ sich Brabeck 1687 einen Eisensteinstollen an der Grenzlerburg verleihen. Der kalkige Ausbiss des späteren Ida-Lagers war schon seit längerem bekannt. Da das erschmolzene Eisen eine schlechte Qualität hatte, wurde der Betrieb der Eisenhütte Kunigunde 1693 eingestellt, nach einer weiteren Betriebsphase wurde die Hütte spätestens 1738 stillgelegt.
Im 18. und 19. Jahrhundert wurden die Salzgitteraner Lagerstätten einschließlich des Lagers an der Grenzlerburg mehrfach durch die Landesherren untersucht und Versuchsbergbau unternommen. Der hohe Kieselsäuregehalt stand einer effektiven Verhüttung und damit einem bergbaulichen Interesse im Wege. Dennoch wurden ab 1857 in Othfresen mehrere Bergwerksfelder verliehen, darunter 1868 das Feld Ida.
Zu einer geringen ersten Bergbauaktivität in Othfresen kam es in den Jahren 1870 bis 1873 in den Grubenfeldern Helene und Ludwig. Dort förderten 15 Mann pro Jahr 6000 Tonnen Erz für das Hochofenwerk Othfresen. Es war 1869 durch den Eisenbahngroßunternehmer Bethel Henry Strousberg gebaut worden. Mit dem Ende des Deutsch-Französischen Krieges 1871 fiel Lothringen mit den umfangreichen Minetteerzlagern an das Deutsche Reich. Damit waren die Salzgittererze nicht mehr konkurrenzfähig und alle Aktivitäten kamen zum Erliegen.
Nach dem verlorenen Ersten Weltkrieg fiel Lothringen wieder an Frankreich und die eisenschaffende Industrie der Weimarer Republik musste sich nach einer neuen inländischen Rohstoffbasis umsehen. Nun rückten auch die Salzgittererze und damit das Ida-Lager wieder in das Interesse. Erste erneute Untersuchungsarbeiten erfolgten 1921 durch die Ilseder Hütte. Die Rombacher Hüttenwerke ließen 1924 bis 1925 den Rombacher Stollen westlich des Othfresener Bahnhofs auffahren. Er wurde gestundet, ohne das Erzlager zu erreichen und 1927 zusammen mit allen Erzfeldern durch die Rohstoffbetriebe der Vereinigten Stahlwerke (VESTAG) erworben.

### Betrieb der Grube Ida-Bismarck 1934 bis 1962

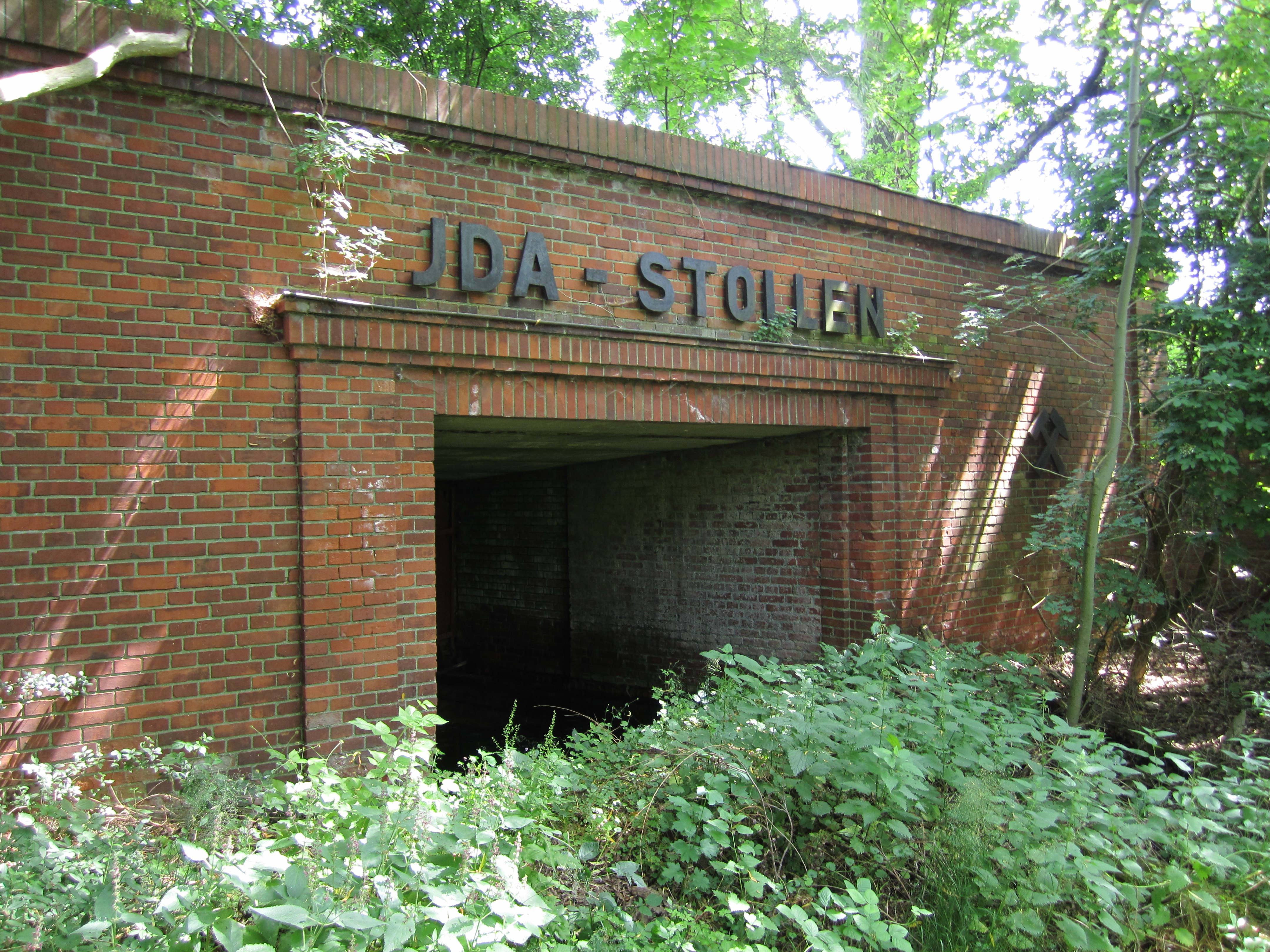
Mundloch des Ida-Stollens

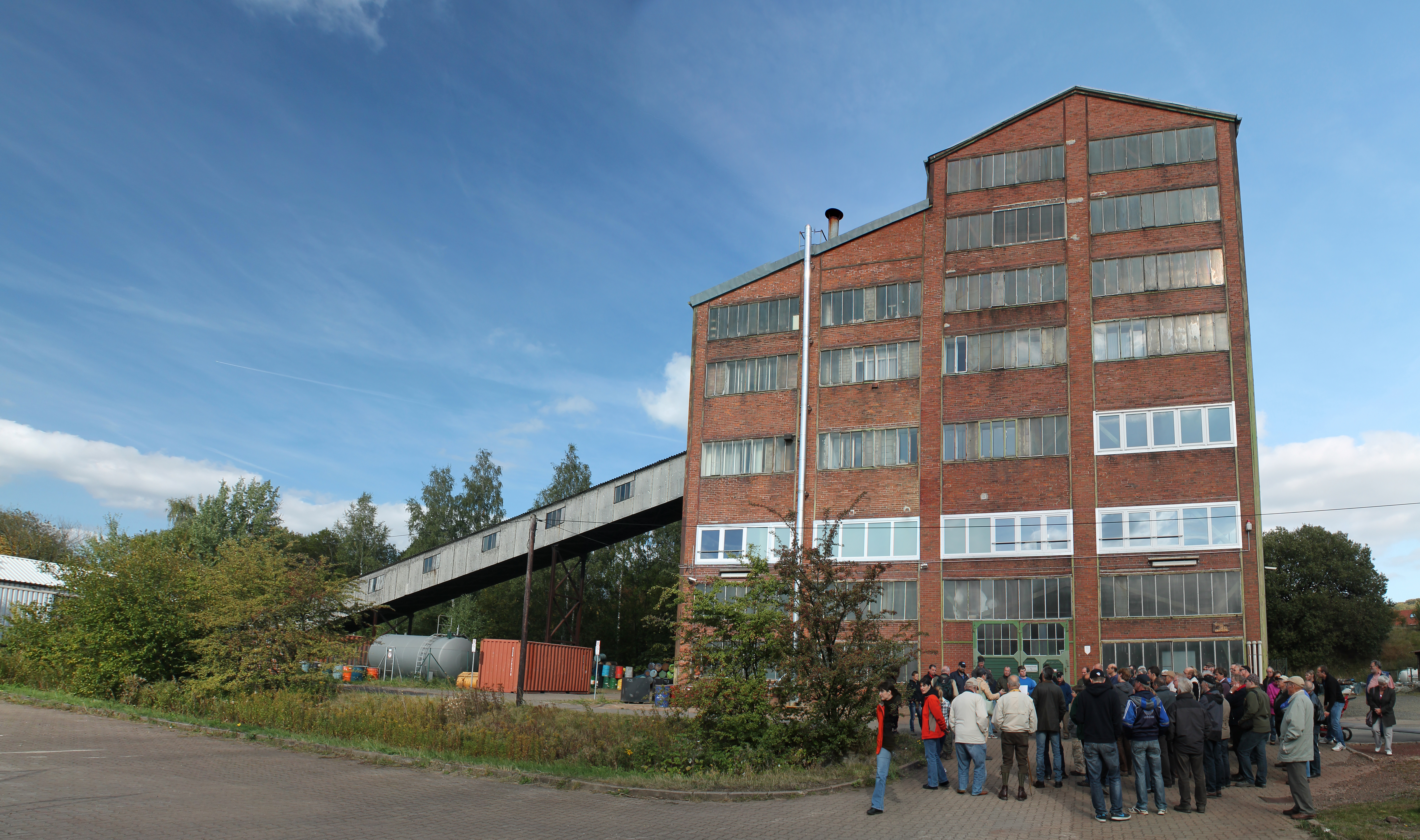
Haus 3 der Aufbereitung Ida

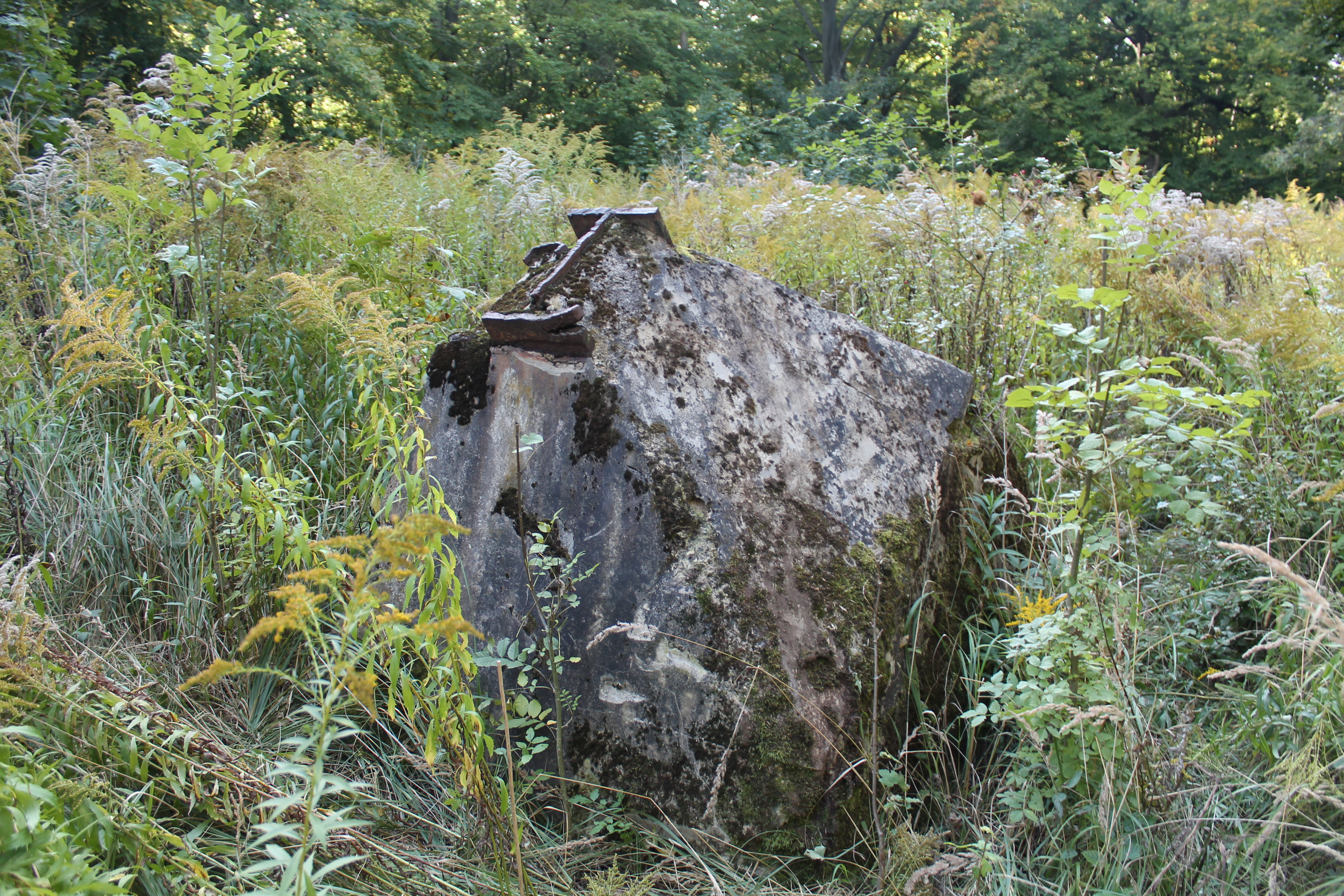
Fördergerüststrebenfundament des Idaschachtes

Im Jahr 1934 wurden die Aufschlussarbeiten im Bereich der Grube Ida-Bismarck neu belebt. Dies hatte zwei Gründe: Zum einen übte das nationalsozialistische Regime Druck auf die deutschen Montankonzerne aus, ihre inländischen Ressourcen auszubauen. Zum anderen hatten die Hütteningenieure Paschke und Peetz in Clausthal ein saures Schmelzverfahren entwickelt, welches die Verarbeitung der armen, stark kieselsäurehaltigen Erze erlaubte.
Die Gewerkschaft Ida ging 1935 in die Gewerkschaft Salzgitter über und die VESTAG ließ den durch die Rombacher Hütte begonnenen, nunmehr Ida-Stollen genannten Stollen bis auf 1000 Meter Länge fertigstellen. Ein von dort niedergebrachter Blindschacht sollte der Untersuchung der tieferen Lagerstättenteile dienen. Auf dem Zechenplatz vor dem Mundloch wurden die notwendigsten Betriebsgebäude errichtet. Bereits im Jahr 1936 wurden mit nur 63 Mann Belegschaft rund 10.000 Tonnen Erz gefördert.
Im Gegensatz zu den Erzgruben im Stadtgebiet von Salzgitter wurde Ida-Bismarck wie ihre Nachbargruben in Dörnten und Groß Döhren nicht von den Reichswerken Hermann Göring übernommen und verblieb bei der VESTAG.
Der Tagesschacht Bismarck wurde zur Erschließung der südwestlichen Feldesteile und zur Bewetterung an der Straße Posthof-Liebenburg abgeteuft. In seiner Nähe entstand die Bergarbeitersiedlung Heimerode. An den 108 m tiefen Schacht wurden zwei Tiefbausohlen angeschlossen, die obere wurde 1940 mit dem Ida-Stollen durchschlägig. Das hölzerne Abteufgerüst diente auch nach Fertigstellung der Anlage zur Förderung und Fahrung. Außer einem Fördermaschinenhaus und einem kombinierten Betriebsgebäude besaß die Schachtanlage keine weitere Bebauung.
Westlich der Grenzlerburg entstand in den Jahren 1939 bis 1940 der Ida-Schacht; er diente als Hauptförderschacht. Allerdings wurden die Erze der insgesamt 5 Tiefbausohlen nicht bis zur Hängebank des Schachtes, sondern nur bis zur Ida-Stollen-Sohle gehoben (=Blindförderung). In letzterem erfolgte die Förderung bis nach über Tage durch das Stollenmundloch. Dort in der Nähe wurde 1940 bis 1941 eine Erzaufbereitung mit einer Leistung von 1.400 Tagestonnen gebaut. 1940 bauten über 400 angelegte Bergleute bereits fast 250.000 Tonnen Roherz im Jahr im Pfeilerbruchbau ab. Die gewonnenen Konzentrate gelangten mit der Eisenbahn bis Hildesheim, von wo sie auf dem Mittellandkanal ins Ruhrgebiet verschifft wurden. Im Verlauf des Zweiten Weltkrieges fiel die Förderung nach einem Höchststand von 325.000 Tonnen im Jahr 1941 wieder ab. Mit dem Zusammenbruch im Mai 1945 kam sie schließlich völlig zum Erliegen. Das Bergwerk ersoff infolge der abgeschalteten Pumpen.
Ende 1945 wurde die Grube gesümpft und die Förderung wieder aufgenommen. Der ehemalige Erzbergwerksbesitz der zwangsweise aufgelösten VESTAG wurde in die neu gegründete Barbara Erzbergbau AG mit Sitz in Wülfrath überführt. Die Produktionszahlen der frühen Kriegsjahre konnten erst 1952 wieder erreicht werden. Als Abbauverfahren wurde jetzt – wie auf den Nachbargruben – der Weitungsbau angewendet. Überdurchschnittlich viele der Bergleute auf Ida-Bismarck waren (im Vergleich zu den anderen Erzgruben in der Umgebung Liebenburgs) Flüchtlinge aus Schlesien. Die Erzvorräte in der Umgebung des Bismarck-Schachtes waren bereits 1949 erschöpft, der Schacht wurde abgeworfen und verfüllt. Ersatzweise wurde zum Aufschluss der restlichen Vorräte des sogenannten Bismarcklagers 2 km südlich ein 100 m tiefer Stapelschacht von 1948 bis 1952 abgeteuft. Das stark zerklüftete Bismarcklager war 1955 endgültig ausgeerzt. Stattdessen war ein Abbau auf der 4. und 5. Ida-Sohle in südlicher Richtung vorgesehen, die bis dahin noch unter Wasser gestanden hatten und weiter vorgerichtet wurden. Da die Nachfrage nach Erzkonzentraten durch die Hütten an der Ruhr zurückging, belieferte die Grube ab 1956 auch die Krupp-Rennanlage des Hüttenwerkes Salzgitter.
Im September 1957 ereignete sich auf der 4,5 km langen Grubenanschlussbahn von der Grube Fortuna in Groß Döhren zur Grube Ida ein Eisenbahnunglück. Ein von Fortuna kommender vollbeladener Erzzug prallte auf einen Leerzug im Grubenbahnhof Ida. Die Ursache war eine defekte Bremsanlage. Das Lokpersonal erlitt schwere Verletzungen und es kam zu einem größeren Sachschaden.
1957 wurde auch die höchste Jahresförderung in der Geschichte von Ida-Bismarck mit fast 400.000 Jahrestonnen erreicht. Damit setzte zugleich der Niedergang ein. Zu einem Abbau unterhalb der 3. Sohle kam es nicht mehr. Die Erzaufbereitung wurde 1960 stillgelegt und die Roherze auf der Grube Fortuna aufbereitet. Mit der Einstellung der Krupp-Rennanlage wurde nahezu zeitgleich am 10. Oktober 1962 die Grube Ida-Bismarck aufgelassen.
Nach der Stilllegung wurde der Ida-Schacht verfüllt und das Mundloch des Ida-Stollens verschlossen. Nach Demontage des Fördergerüstes waren das Fördermaschinenhaus und die Schachthalle bis zu Beginn der 2000er Jahre erhalten. Aus dem verfüllten Schacht ragte noch ein Rest der Spurlatten heraus. Aus Gründen des Unfallschutzes ließ die Gemeinde Liebenburg die baufälligen Gebäude im Wald auf eigene Kosten abreißen. Heute sind noch Fundamentreste sichtbar.

## Heutiger Zustand

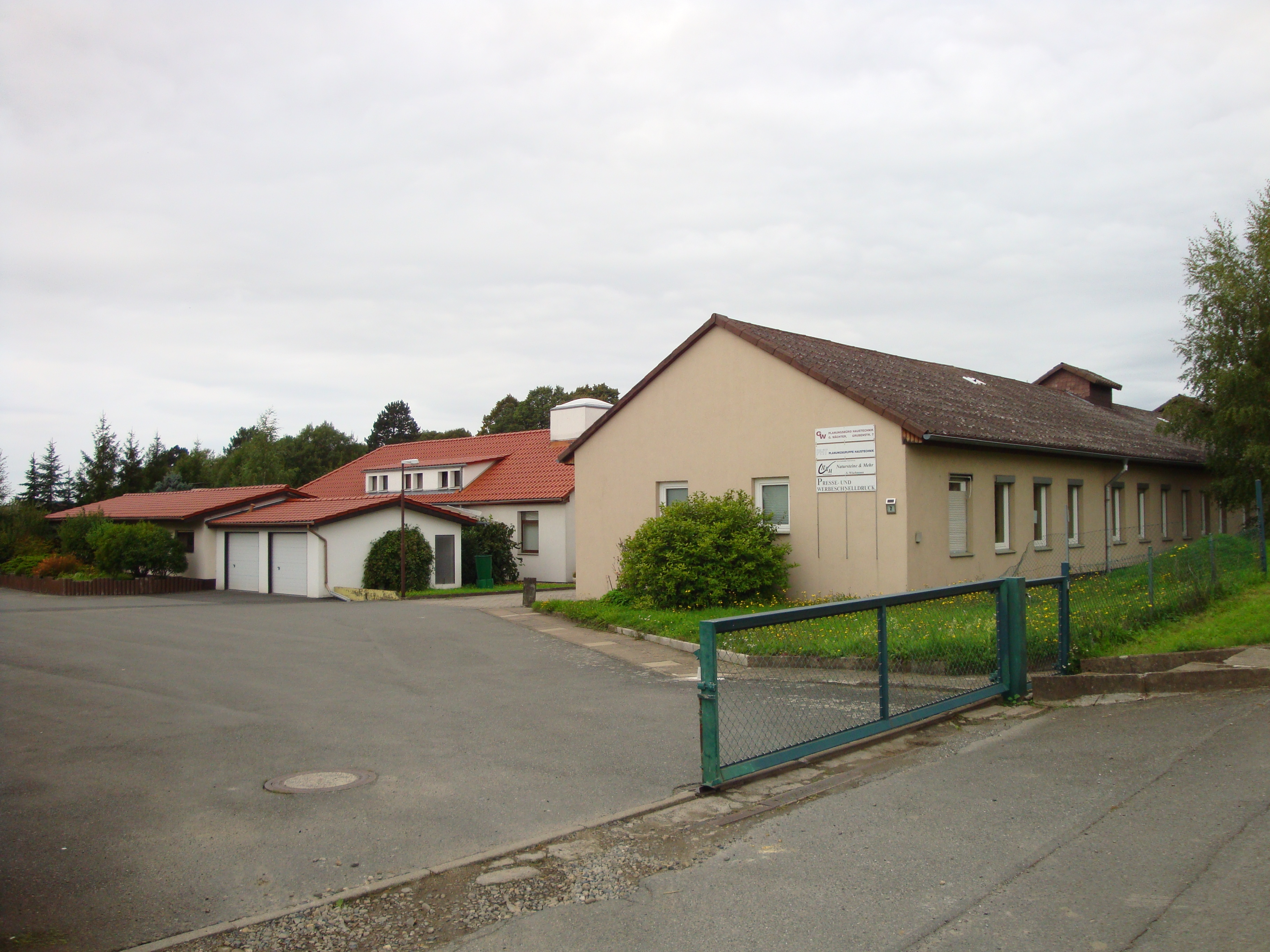
Ehemalige Betriebsgebäude auf dem Zechenplatz am Ida-Stollen

Im Gegensatz zu den meisten anderen Erzgruben des Salzgittergebietes haben sich von der Grube Ida-Bismarck am Ida-Stollen größere Teile der Übertageanlagen erhalten. Auf dem Zechenplatz in der Nähe des Othfresener Bahnhofes werden von Gewerbebetrieben das Kauen-, Verwaltungs- sowie mehrere Werkstatt- und Nebengebäude genutzt. Als markantes Wahrzeichen des Othfresener Bergbaus ist das an der Bahnstrecke Goslar–Hildesheim gelegene Aufbereitungsgebäude weithin sichtbar. Es wird entsprechend seiner Bestimmung heute von der Studiengesellschaft für Eisenerzaufbereitung als Technikum genutzt.
Am Bismarck-Schacht, an der Straße von Othfresen nach Heimerode, erinnert ein Wandgemälde am ehemaligen Betriebsgebäude an das ursprüngliche Aussehen der kleinen Schachtanlage.